# Ru 251
El Spähpanzer Ru 251 va ser el tanc lleuger alemany dissenyat per Henschel, que va tenir el propòsit de substituir el M41 Walker Bulldog, subministrat pels americans a l'alemanya occidental. També va ser el tanc que es va utilitzar com a model per al disseny del Leopard.
Tenia una tripulació de 4 homes: el comandant (que feia d'operador de ràdio), el conductor, el artiller i el carregador.

## Disseny
El Ru 251 està basat en el destructor de tancs Kanonenjagdpanzer i utilitza el mateix canó principal Rheinmetall BK 90/L40 de 90 mm.
Com a tanc de reconeixement lleuger, el Ru 251 no s'utilitza per al combat intens, a causa de la seva armadura lleugera. Els 20 mm d'armadura del Ru 251 poden aturar fàcilment les ràfegues de metralladora de gran calibre, però es tornen molt vulnerables al foc de calibre més alt. El Ru 251 va ser dissenyat com un tanc de reconeixement lleuger, per moure's ràpidament i sigil·losament i atacar objectius d'oportunitat, abans de reposicionar-se utilitzant la seva alta mobilitat: Qualsevol excés d'armadura dificultaria la velocitat del tanc.
El seu disseny va començar 1964, i es van produir alguns, pero com a prototips. El pla era no haver de dependre tant dels tancs subministrats pels americans durant el pla Marshall. Aquest mateix disseny es va utilitzar per a desenvolupar el Leopard, que va ser el tanc que finalment va fer que Alemanya no depengués tant de l'armament Americà.

### Protecció
El "Ru 251" tenia un blindatge frontal de 25 mm de gruix, 20 mm en els laterals i 6 mm la part posterior. Això era molt efectiu per fer que el tanc fos tant ràpid, ja que podia arribar als 80 km/h.

### Potència de foc
El canó "90 mm Rheinmetall DM1", de 90mm era un canó bastant potent, i montat en un tanc ràpid, era una combinació bastant bona, ja que aquest canó oferia una bona potència de foc.

### Mobilitat
Tenia un motor "MB 837 Aa", el qual amb el seu fi blindatge, el feia un tanc molt ràpid, arribant als 80 km/h en carretera cap endavant, i a 24 km/h cap enrere. El seu motor tenia una potència de 500hp, que junt amb la seva massa de 25 tones, el feia un dels tancs més ràpids de l'època.